# アストー・ウィーザートゥ
アストー・ウィーザートゥ (Astō.Vīδātu) とは、ゾロアスター教に伝わる死の悪魔。
死を司るため、アンラ・マンユの創造した悪魔の中でも比類なき存在といわれる。
『アヴェスター』によると、人が事故死したりするのは、この悪魔が原因だとされる。
全ての人間の首には生まれる以前からアストー・ウィーザートゥがかけた縄が結ばれており、善人が死ぬと縄は外れるが、悪人が死ぬと地獄に引きずり込むという。